# Jon Flanagan
Jon Flanagan, född 1 januari 1993 i Liverpool, är en engelsk före detta fotbollsspelare (högerback).

## Karriär
Flanagan gjorde sin debut i Premier League den 11 april 2011 mot Manchester City på Anfield i en match som Liverpool vann med 3–0.
Den 31 januari 2018 lånades Flanagan ut till Bolton Wanderers över resten av säsongen 2017/2018.
Den 21 juni 2018 värvades Flanagan av Rangers, där han skrev på ett tvåårskontrakt. Den 4 november 2020 värvades Flanagan av belgiska Charleroi, där han skrev på ett kontrakt över resten av säsongen samt med en option på ytterligare ett år. Den 15 juli 2021 värvades Flanagan av HB Køge, han togs till klubben av sin tidigare lagkamrat i Liverpool Daniel Agger, som precis hade tagit över som tränare för den danska klubben.
I oktober 2022 meddelade Flanagan att han avslutade sin fotbollskarriär.

## Meriter
Liverpool FC
- Engelska Ligacupen 2011/2012